# استپنی
latitudeاستپنیlongitudeاستپنی
استپنی (به انگلیسی: Stepney) یک شهرک در بریتانیا است که در منطقه تاور هملتس لندن واقع شده‌است.